# Theódóra Thoroddsen
Theódóra Thoroddsen (1863. július 1. – 1954. február 23.) teljes nevén Theódóra Friðrika Guðmundsdóttir Thoroddsen izlandi költőnő. Az izlandi és északi beszélt hagyományban gyökerező, hosszú, felsorolást gyakran alkalmazó „thula” műfaj egyik legismertebb szerzője. Theódóra megújította a műfajt, egyben komoly része volt a 20. századi izlandi költészet megújulásában is. Verseinek témáját az izlandi hagyomány mellett a nők által megélt valóság adja – maga is tizenhárom gyermeknek adott életet.